# لوکایتستال
لوکایتستال (به آلمانی: Luckaitztal) یک شهر در آلمان است که در اوبرشپریوالد-لاوزیتس واقع شده‌است. لوکایتستال  ۹۵۸ نفر جمعیت دارد.